# No. 1 Court (Wimbledon)
Der No. 1 Court ist das zweitgrößte Tennisstadion der Anlage des All England Lawn Tennis and Croquet Club (AELTC) im Londoner Stadtteil Wimbledon, England, Vereinigtes Königreich. Es besitzt ein schließbares Dach und 11.393 Zuschauerplätze. Der AELTC ist Eigentümer der Anlage und Ausrichter der Wimbledon Championships.

## Alter No. 1 Court
Der alte Platz wurde 1928 an der Westseite des Centre Court errichtet und bot 7.328 Zuschauern einen Platz. Infolge des Neubaus wurde der alte Platz abgerissen. Heute stehen an dieser Stelle z. B. ein Wimbledon Shop oder das Wingfield Restaurant.

## Neuer No. 1 Court
1997 wurde der neue No. 1 Court an der Nordseite des Centre Court fertiggestellt. Er hatte eine Kapazität von 11.429 Plätzen. Im April 2013 bestätigte der All England Club die Absicht, ein schließbares Dach über dem Court zu errichten. Die Fertigstellung fand 2019 statt.

## Galerie

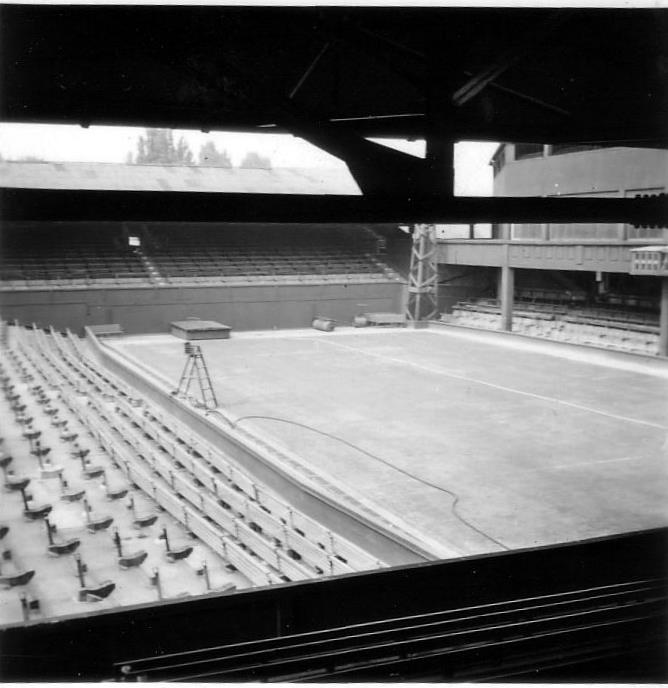
Der alte No. 1 Court
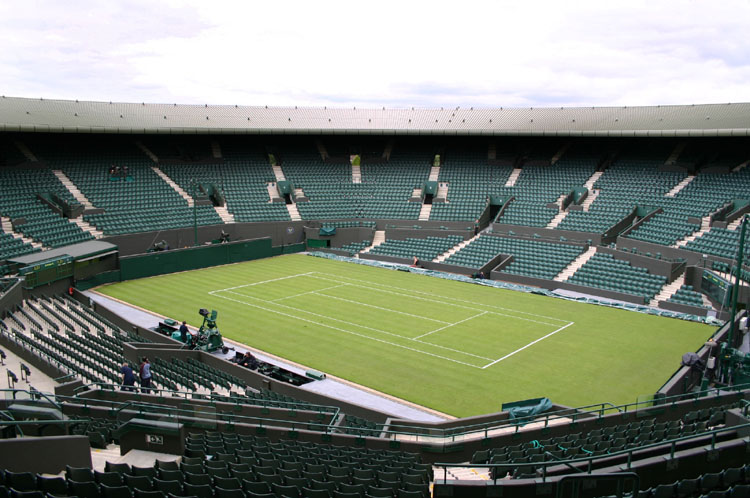
No. 1 Court (2004)
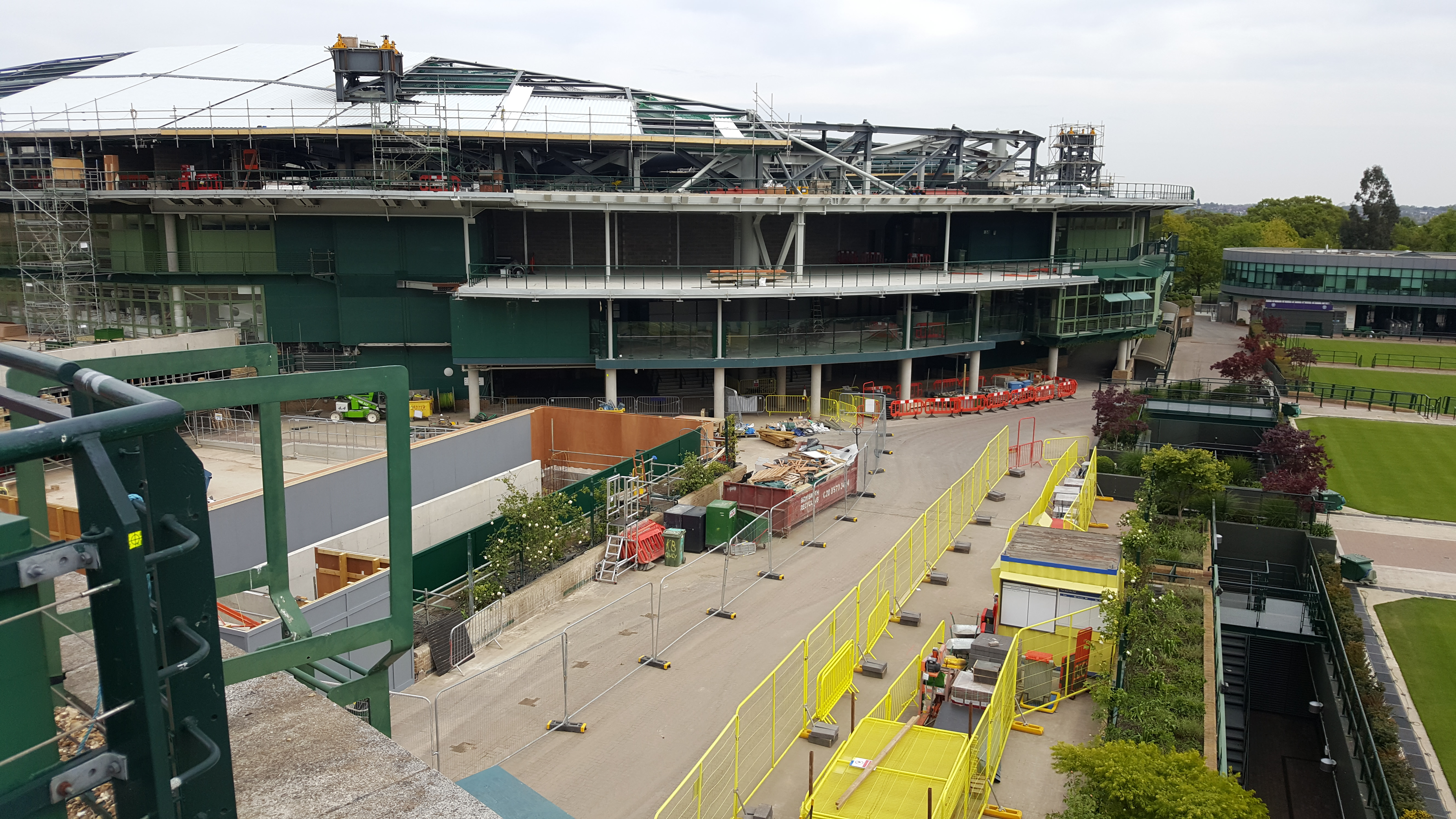
Baustelle zur Errichtung des Dachs im April 2017
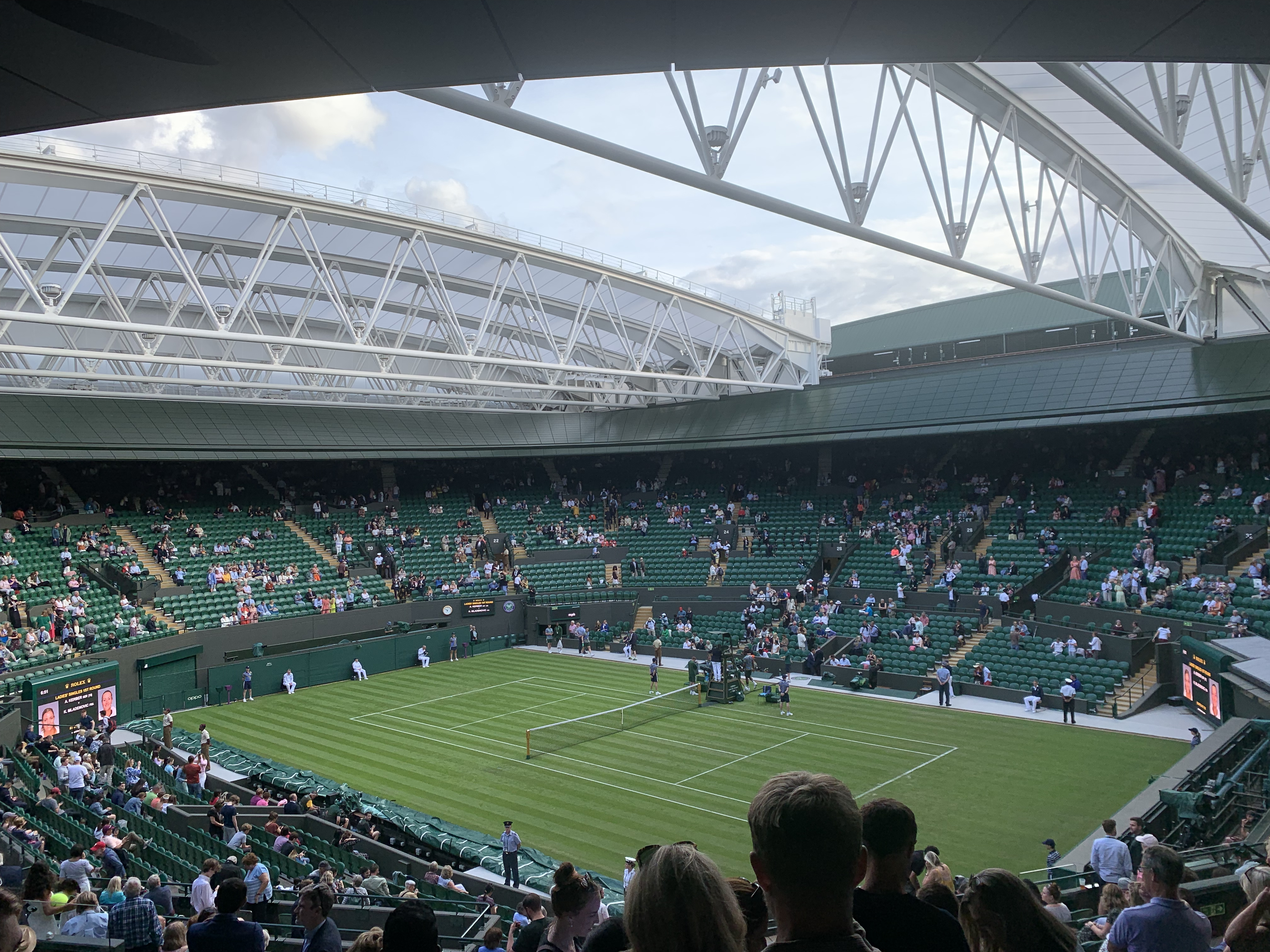
Der No. 1 Court mit Dach (2022)